# Comisario de guerra

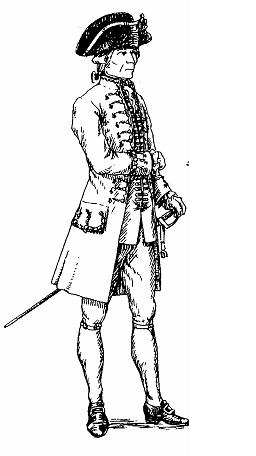
Comisario de guerra Frances de 1776

Los comisarios de guerra son oficiales públicos que intervienen de necesidad en todos los servicios de la administración militar. Pudieran en tal concepto denominarse, más bien interventores de pagos y servicios de la administración militar y aún comisarios de revistas, que no comisarios de guerra. Esto determinaría desde luego específicamente su cargo; del otro modo la denominación no lo determina sino por valor entendido.
El comisario de guerra, en efecto, pasa personal y mensualmente revista o recuento individual de la fuerza, ya numérica, ya efectiva, de los cuerpos del ejército, del paraje o distrito a que para esto haya sido destinado. De todos los agregados o supernumerarios; de todos los demás individuos no armados adscritos al servicio del ejército como facultativos, guarda-almacenes militares, etc., y que por tales conceptos devengan haber, ración, suministro o remuneración económica de cualquier género: de los caballos de armas, caballos o mulas de tiro y acémilas. Y asimismo interviene en el servicio y distribución de bagajes y alojamientos; en el acopio, conservación y distribución de utensilios y todo género de provisiones para hombres y animales y eso sobre la calidad, cantidad y precio; en el acopio así bien, conservación y consumo de municiones, pertrechos, útiles y efectos del servicio de paz o de campaña; en todo género de ajustes y pagos, pero como es obvio la palabra comisario de guerra se refiere a llevar las cuentas durante las contiendas o guerras de todo el material o personal que se le encomiende hacerlo, por tanto esta apreciación de comisario de guerra es diferente a la tarea administrativa corriente ya que se tienen que encargar de todo lo necesario durante el tiempo de la guerra en cuestión.

## Historia
Algunos suponen o parecen inclinarse a creer que el cargo de comisario es de importación francesa, introducido por Felipe V con la administración militar del país del que venía, lo cual es ciertamente inexacto, si bien es cierto que con el advenimiento de aquel Monarca se desarrolló y, digámoslo así, se formalizó la institución de los comisarios, que por lo demás eran conocidos ya mucho antes.
Por descontado, la clase sustituyó primero en parte, después por completo, a la antigua de los veedores; pero a ambas clases se las ve coexistir y seguir mezcladas durante un largo período de transición, que fue el mismo por el que tuvo que pasar la administración militar desde su estado rudimentario al de su perfección o, al menos, mayor regularidad; siguiendo en eso la misma trayectoria que las fuerzas públicas armadas, desde las tropas irregulares, hasta los ejércitos reglados.
La clase se presenta ya con notable regularidad a finales del siglo XVI. Así se ve que en el poder dado en Cremona por el Rey don Carlos I, a 21 de julio de 1545 nombrando a D. Francisco Duarte, proveedor y comisario general del ejército y de toda la gente de guerra que se reuniese en Italia, se decía que:

conviniendo que fuese una persona celosa de nuestro servicio, que sea nuestro proveedor y comisario general, y tenga especial cuenta y cuidado de la provisión y cuenta y pago y gasto general y particular de toda la dicha gente de guerra, de á pié y de a caballo, y de hacer que sean proveídos de vituallas para su mantenimiento

A cuyo efecto se nombró y autorizó para que mandase y diese órdenes a todos los demás comisarios, etc.
Otro dato igual se encuentra en el título de comisario general del ejército del Piamonte y Lombardía, expedido en Milán por el duque de Alba, en 15 de junio de 1555, a favor de D. Francisco Ibarra y en el que, después de reconocer la necesidad de verificar dicho nombramiento para que atendiese a la buena provisión del ejército que iba a salir a campaña, se lee la siguiente cláusula:

Y demás desto hayais de tener cuatro comisarios ordinarios cabe vuestra persona, para lo que les ordenaredes; y se vos da facultad para proveer comisarios estraordinarios, los que viéredes que convienen, para la buena administración del dicho oficio y provision del dicho ejército

Por Real orden, dada en Toledo a 50 de julio de 1597, se ve asimismo que había ya, y tiempo hacía de ello, comisarios de revista pues Felipe II, nombrando un comisario de cuentas de marina, le da facultades para que ejerza este empleo de la manera que lo ejercieron los comisarios de muestras (revistas) que había anteriormente y los que había entonces en las armadas y ejércitos.
Por el art. 31 de las Ordenanzas de 28 de junio de 1652 sobre la disciplina militar, recaudo, sueldos y otras cosas se previene que los comisarios de infantería no asienten en las listas de la gente que saliere de estos reinos, alférez, sargento ni otra persona, que no haya hecho constar hallarse aprobado por el consejo de guerra: y en el art. 72 se manda publicar el bando de plazas supuestas, todas las veces que se tomare muestra, que no es otra cosa que la revista de comisario.
Las Ordenanzas, que llaman de Flandes, de 10 de abril de 1702 y 18 de diciembre de 1705, dan a conocer que los comisarios de guerra fueron creados en un principio para cuidar de la policía y asistencia de la tropa y es de suponer que se hallarían designados los objetos que comprendía este encargo en otro reglamento, cuando no los especifica; pero hablan de las revistas y extractos, aunque por incidencia.
Felipe V organizó algo más el ramo, estableciendo la revista mensual y dando las Ordenanzas de 28 de junio de 1705 a los comisarios.

## Por países

### Unión Soviética
En la Unión Soviética, el comisario de guerra (en ruso: Кригскомиссар) era un representante político directo del gobierno soviético con el ejército.

### Prusia
En Prusia, el título de comisario de guerra (en alemán: Kriegskommissar) fue reemplazado por el Ministerio de Guerra Prusiano en 1808.